# お見合いの達人
『お見合いの達人!』（おみあいのたつじん）は、エッセイスト真島久美子の著作をもとにドラマ化した作品である。

## 原作
1991年3月刊。著者は30回以上のお見合い経験を経て1988年に結婚した。その経験をもとに『お見合いの達人!』を著した。

## テレビドラマ
1994年4月25日〜6月10日にTBS『花王 愛の劇場」』枠にて放送された。全35話。

### キャスト
- 里中いづみ - 松本伊代
- 里中智子 - 大空眞弓（いづみの母）
- 福島慶一 - 高杢禎彦（幼馴染）
- 南川純平 - 角田英介（いづみの後輩）
- 里中明美 - 川越美和（いづみの妹）
- 井上えりか - 仁科ふき（現・仁科扶紀）（いづみの親友）
- 福島久子 - 白川和子（喫茶店のママ）
- 田村みどり - 山村紅葉（喫茶店の女給）
- 大崎文江 - 片岡富枝（いづみの叔母）
- 木崎玲子 - 高畑淳子（いづみの上司）
- 松村哲也 - 田口浩正（お見合相手第1号）
- 工藤実 - 片桐光洋（現・嘉島典俊）（美容師）
- 青木鉄仁
- 谷川圭子 - 比嘉ひとみ（いづみの同僚）
- 矢島修一 - 酒井敏也
- 矢島朝子 - 阪上和子
- 田口聖子 - 弥生みつき
- 佐藤 - 加藤満
- 北川 - 西本誉
- 田辺編集長 - 山本紀彦
- 大沢隆太 - 若山騎一郎（明美の恋人）
- 小泉孝 - 青島健介（医師）
- 大沢晴子 - 長谷川稀世（隆太の母）
- 宮崎健太郎 - 阪田マサノブ（お見合い相手第2号）
- 河原達夫 - 平泉成（報道カメラマン）
- 中森 - 倉田英央
- 佐々木 - 山口晃
- 安西信一 - 森岡六太郎
- 安西成美 - 小林さやか
- 川島真理 - いなば裕美子
- 佐倉伸子 - 水村菜穂子（美容師）
- 平井洋一 - 加藤純平（お見合い相手第3号）
- 石川早苗 - 泉晶子（河原のお見合い相手）
- 本多時子 - 柴田理恵（美容院の常連客）
- 斉藤 - 岩倉高子
- 大沢家のお手伝い ‐ 深山ちとせ

### スタッフ
- 脚本 - 塩田千種、津軽海渡
- 演出 - 佐々木章光、淡野健
- プロデューサー - 森下和清、山田護
- 協力 - 東通、アックス、緑山スタジオ・シティ
- 製作 - TBS、テレパック

### 主題歌
- 『言えないよ』

作詞 - 康珍化 / 作曲 - 都志見隆 / 編曲 - 山本健司 / 歌 - 郷ひろみ